# Santa Monica
Santa Monica je přímořské město v západní části Los Angeles County. Město je pojmenováno podle svaté Moniky. Santa Monica sousedí ze tří světových stran s městem Los Angeles; na severu s čtvrtí Pacific Palisades, na severovýchodě s čtvrtí Brentwood, na východě se čtvrtí Sawtelle, na jihovýchodě s čtvrtí Mar Vista, a na jihu se čtvrtí Venice. K roku 2010 žilo v Santa Monice 89 736 obyvatel.
Kvůli svému příjemnému klimatu se z města stalo již na začátku 20. století slavné letovisko. V polovině 80. let Santa Monica zažila skrze celkovou revitalizaci města výrazný nárůst pracovních míst, což se projevilo na dalším přílivu turistů. Nejznámější turistickou destinací je světoznámé molo Santa Monica Pier.

## Historie

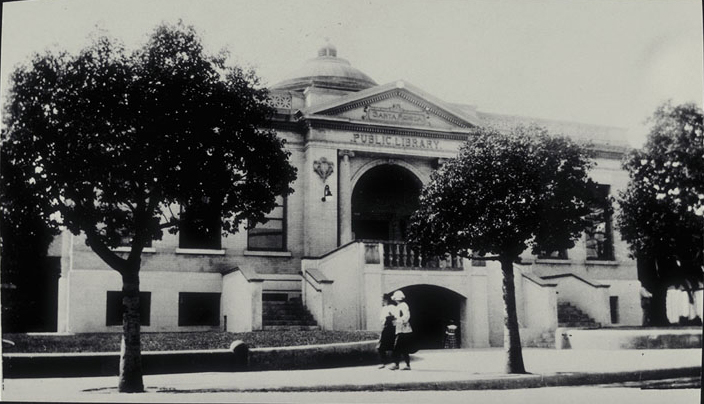
Veřejná knihovna, cca 1904

Území dnešního města Santa Monica bylo po dlouhou dobu osídleno původním obyvatelstvem z kmene Tongva. První cizí člověk do těchto míst zavítal v létě roku 1769. Roku 1860 spojila nezávislá železniční společnost Santa Monicu s Los Angeles. První zdejší městská radnice byla skromná cihlová budova postavená roku 1873. Dnes je tato budova součástí hostelu Santa Monica. Jedná se o nejstarší dosud stojící budovu ve městě. Mimochodem, první hotel byl zde postaven roku 1885, a jmenoval se Santa Monica Hotel. Město bylo osamostatněno o rok později. Ve 30. letech se města hluboce dotkla Velká hospodářská krize. Mnohé z místních hotelů v té době bankrotovaly. Během stejného období začala v Santa Monice bujet korupce. V rámci prezidentem Rooseveltem vydaného ozdravného plánu New Deal zde byla vybudována například Městská radnice.
Dokončení Dálnice Santa Monica Freeway v polovině 60. let přineslo městu příslib nové prosperity. Plně se však Santa Monica vzpamatovala až během celkové revitalizace města v 80. letech. 

## Město

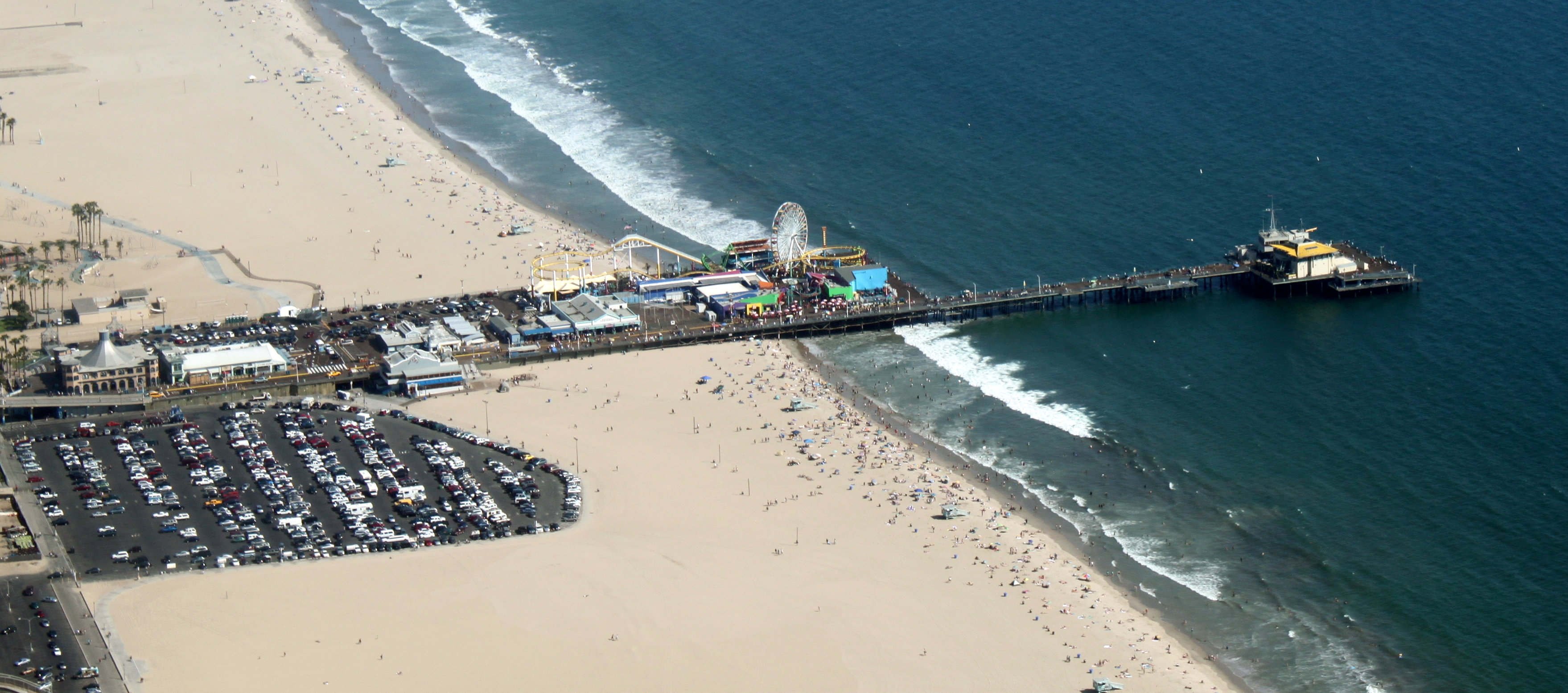
Molo v Santa Monice

Město leží na úpatí vrchů Santa Monica Mountains. Je nejstarším a největším letoviskem v Los Angeles County. Centrum města se nachází při pobřeží. Dva bloky od pobřežní ulice Ocean Ave leží 3rd St., kde je pěší zóna Santa Monica Promenade s obchody a restauracemi. Tato část města v mnohém připomíná španělská či evropská města.
Nejvýznamnější turistickou atrakcí je molo Santa Monica Pier.  Vybudováno bylo roku 1909, a taneční sál nacházející se na molu byl svého času největším tanečním sálem napříč celými USA. Dalším významným místem je Santa Monica Civic Auditorium. To je multifunkční centrum postavené roku 1958, a je to také místo, kde se v 60. letech udílely ceny akademie Oscar.

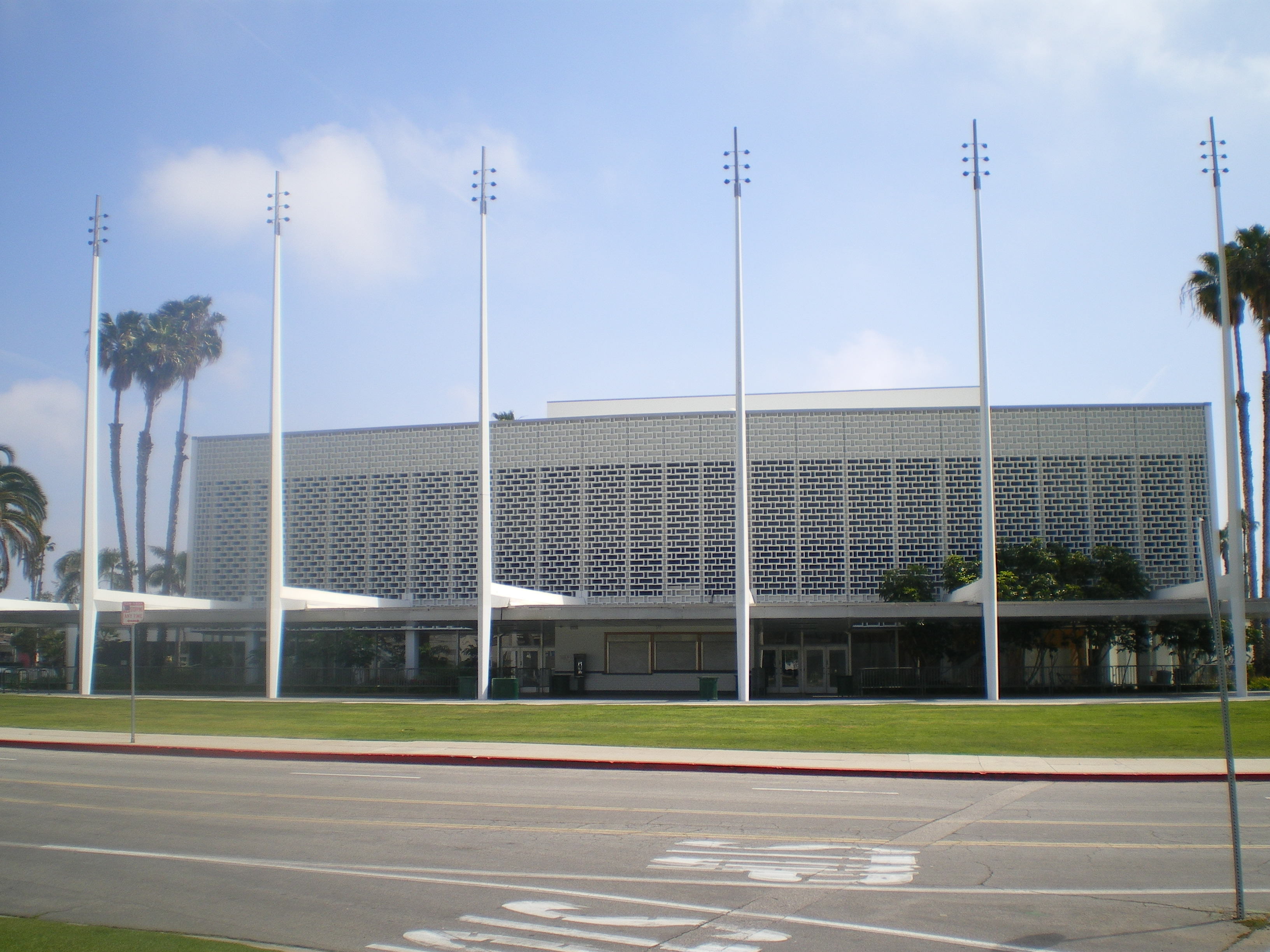
Santa Monica Civic Auditorium

Santa Monica má tři velké obchodní oblasti. První se nachází na Montana Avenue na severu města, druhá je v městském centru, a poslední se nachází na Main Street na jižním konci města. Každá z těchto oblastí má svou vlastní unikátní atmosféru. Na Montana Avenue lze nalézt luxusní butiky a restaurace. Naopak obchodní oblast na Main Street najdeme obrovskou diversitu obchodů s oblečením a restaurací. Také tu je možné koupit ostatní specifické zboží. Nákupní oblast v centru města obsahuje slavnou Third Street Promenade. Third Street Promenade je velký venkovní bulvár, jež se rozprostírá mezi Wilshire Boulevard a Broadway. Tento bulvár je dostupný pouze pro pěší, a táhne se přes tři bloky.
Nejstarším kinem v Santa Monice je kino Majestic. Kino bylo otevřeno roku 1912 a zavřeno bylo roku 1994. Kina Aero a Criterion, která byla postavena během 30. let, stále promítají filmy. 

## Geografie
Město Santa Monica leží z velké části na rovnoměrně se svažující ploše, která od Ocean Avenue strmě klesá k oceánu. Tyto vysoké útesy oddělují sever města od pláží. Santa Monica má 4,8 km dlouhou pláž na pobřeží Tichého oceánu.
Santa Monica se může těšit průměrně 310 slunečným dnům ročně. Jelikož je Santa Monica situována do stejnojmenného zálivu, často se zde vyskytuje ranní mlha, a to především v jarních měsících. V červnu se zde může častěji vyskytovat oblačné mračno, a to i tehdy, když je v ostatních částech Losangeleské pánve slunné letní počasí. Zvláštností v Santa Monice je, že teplota vzduchu v letních měsících bývá na pláži o 3 až 6 °C nižší, než v centru. V zimních měsících to bývá naopak.
Září je měsícem, kdy bývá v Santa Monice nejteplejší počasí.     

## Průmysl
Santa Monica poskytuje domov mnoha významným společnostem; svá sídla tu mají Hulu, Universal Music Group, Lionsgate Films, nebo například RAND Corporation. Zajímavé také je, že v Santa Monice sídlí mnohá herní vývojářská studia. Mezi ně patří Activision Blizzard Studios, Treyarch, Naughty Dog, SCE Santa Monica, a SCE Studios Santa Monica.    

## Demografie
- 71% bílí Američané
- 15% Hispánci
- 7% Asiaté
- 4% Afroameričané
- 3% ostatní

## Fotogalerie

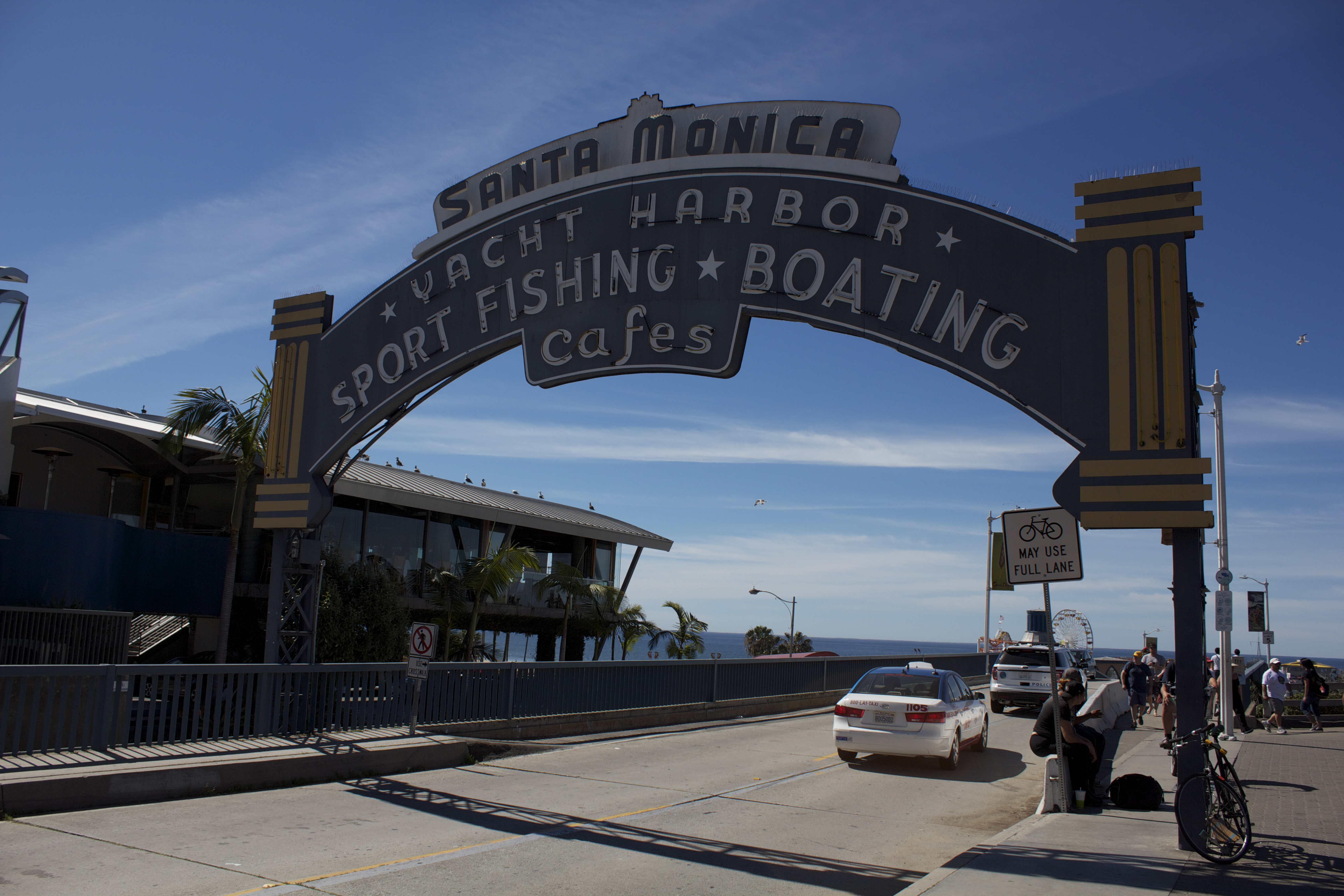
Vstupní brána na molo Santa Monica Pier
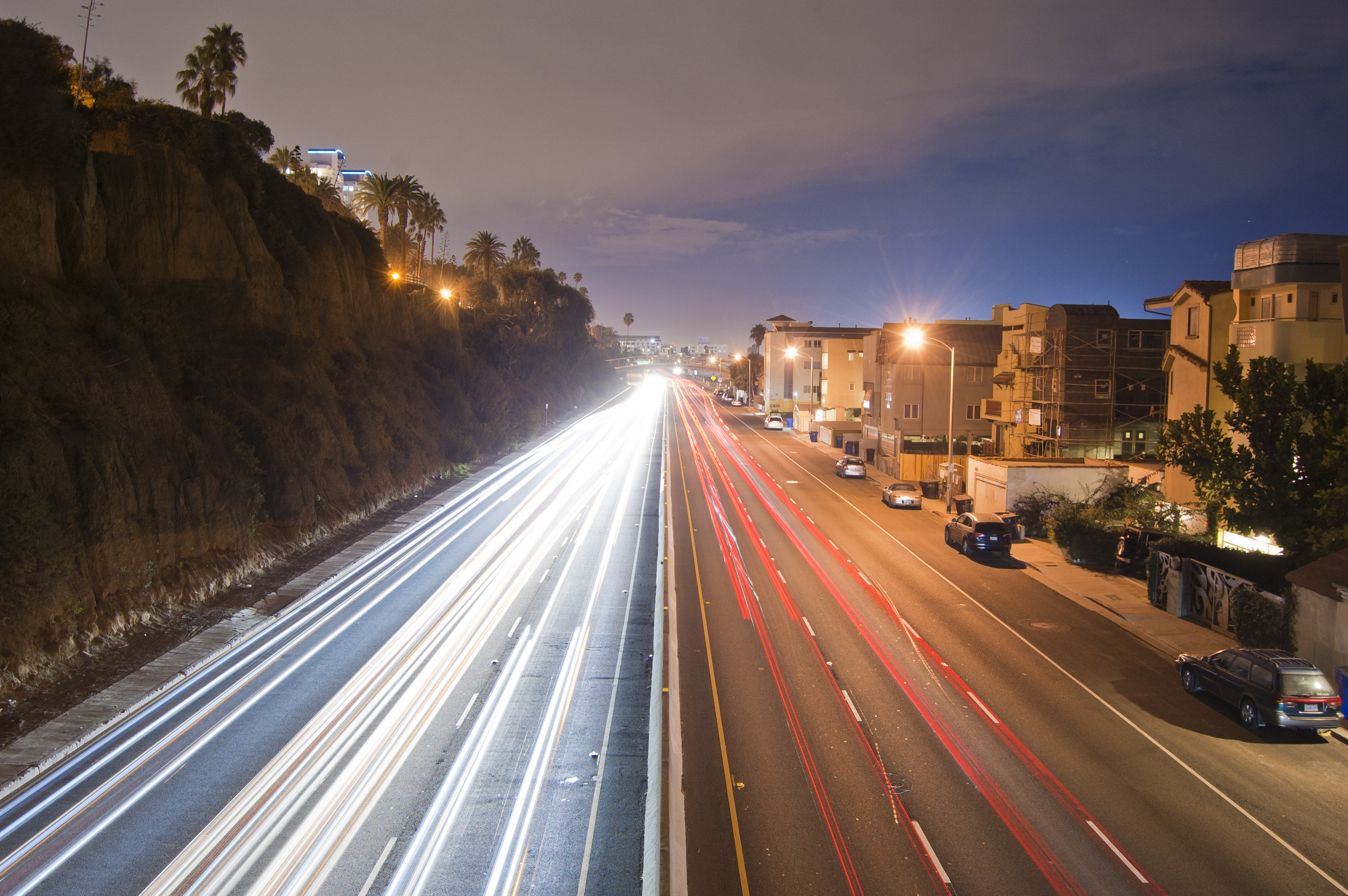
Městem prochází Pacific Coast Highway
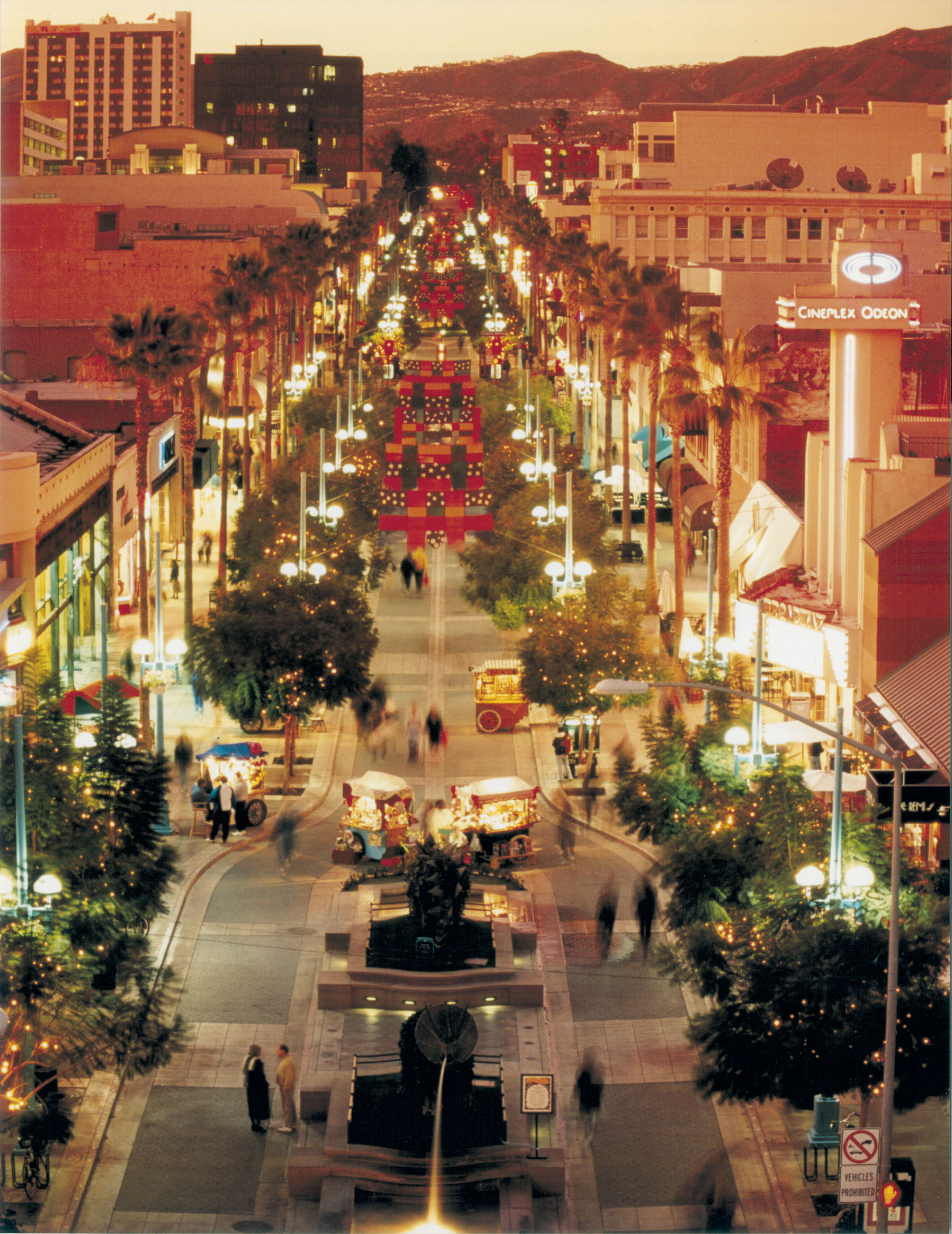
Third Street Promenade
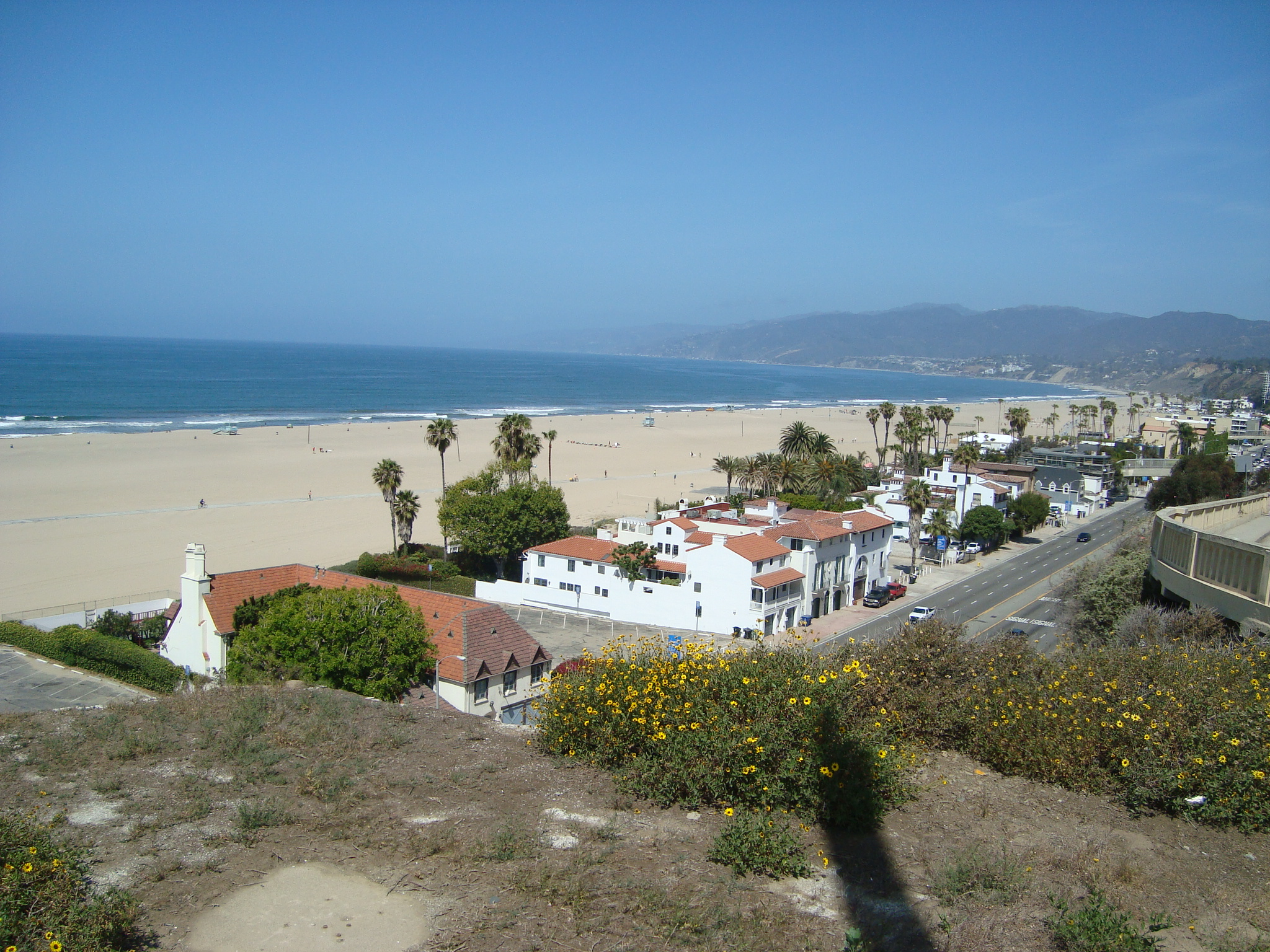
Pohled na pláž a Pacific Coast Highway z Ocean Avenue
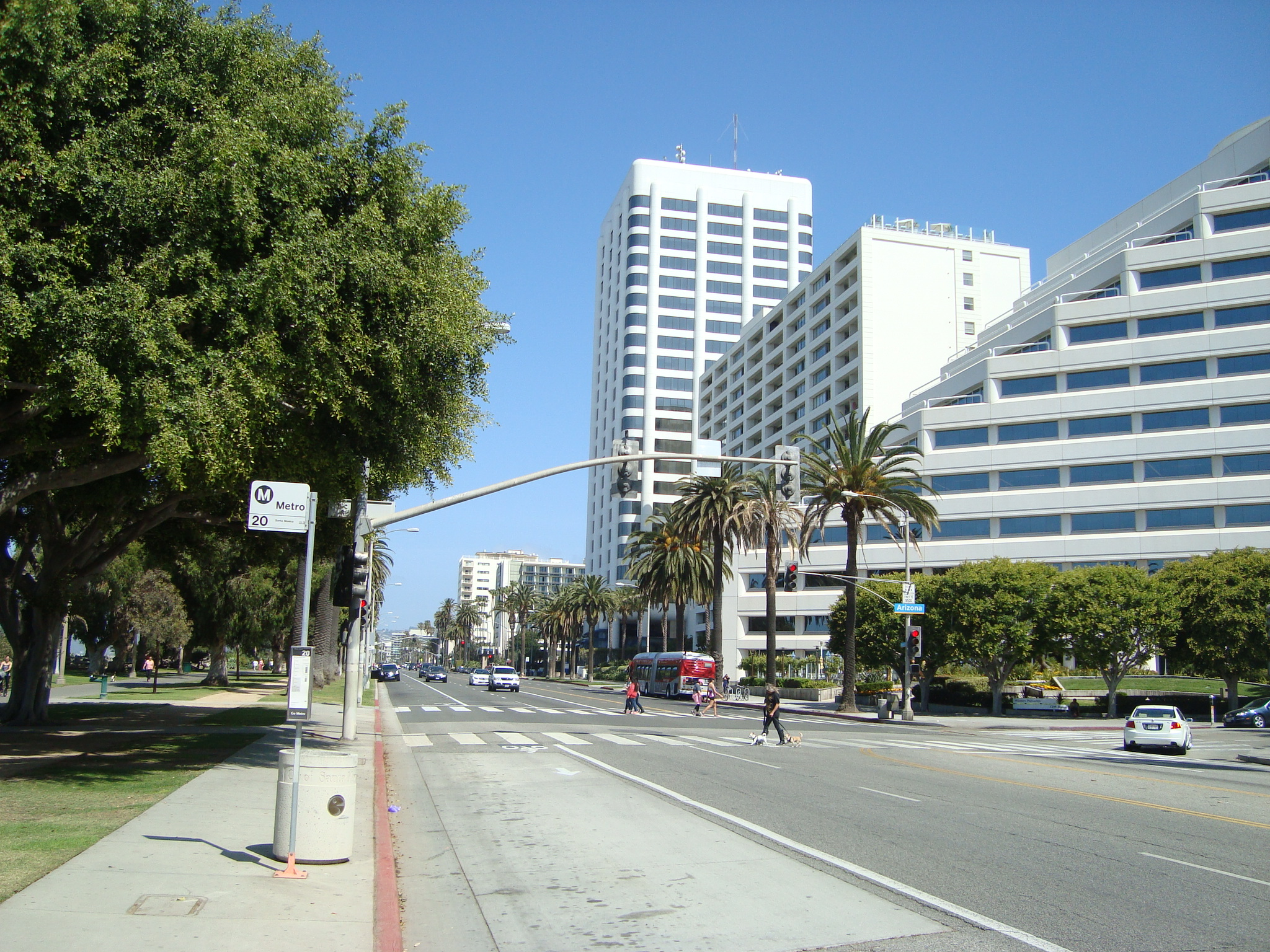
Ocean Avenue
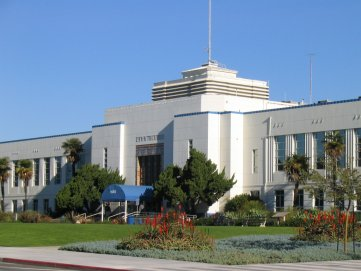
Radnice města
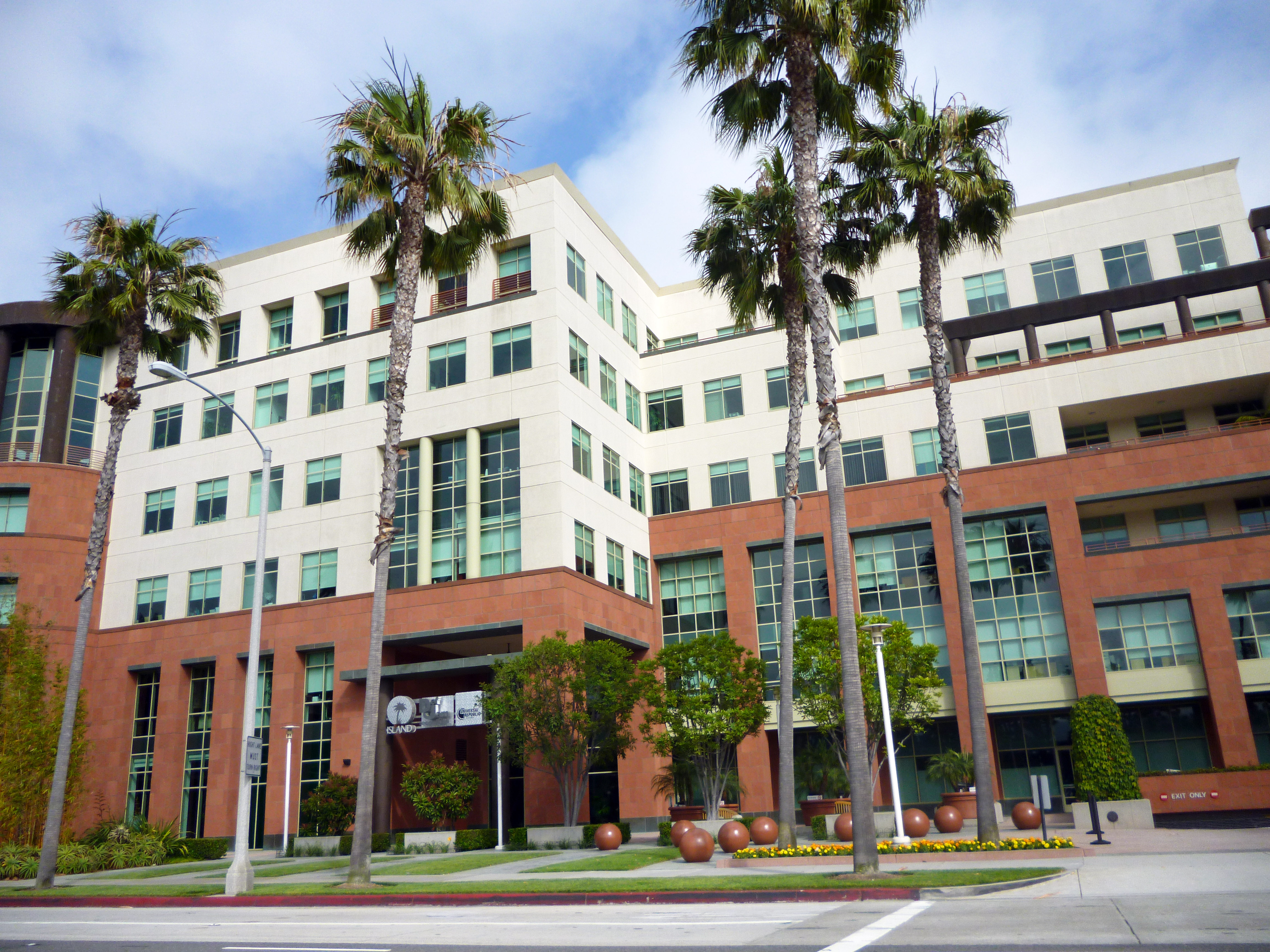
Sílo společnosti Universal Music Group
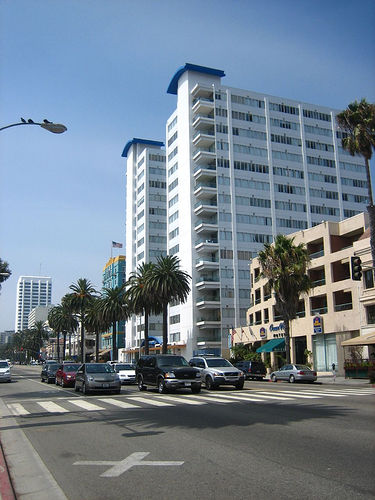
Centrum města
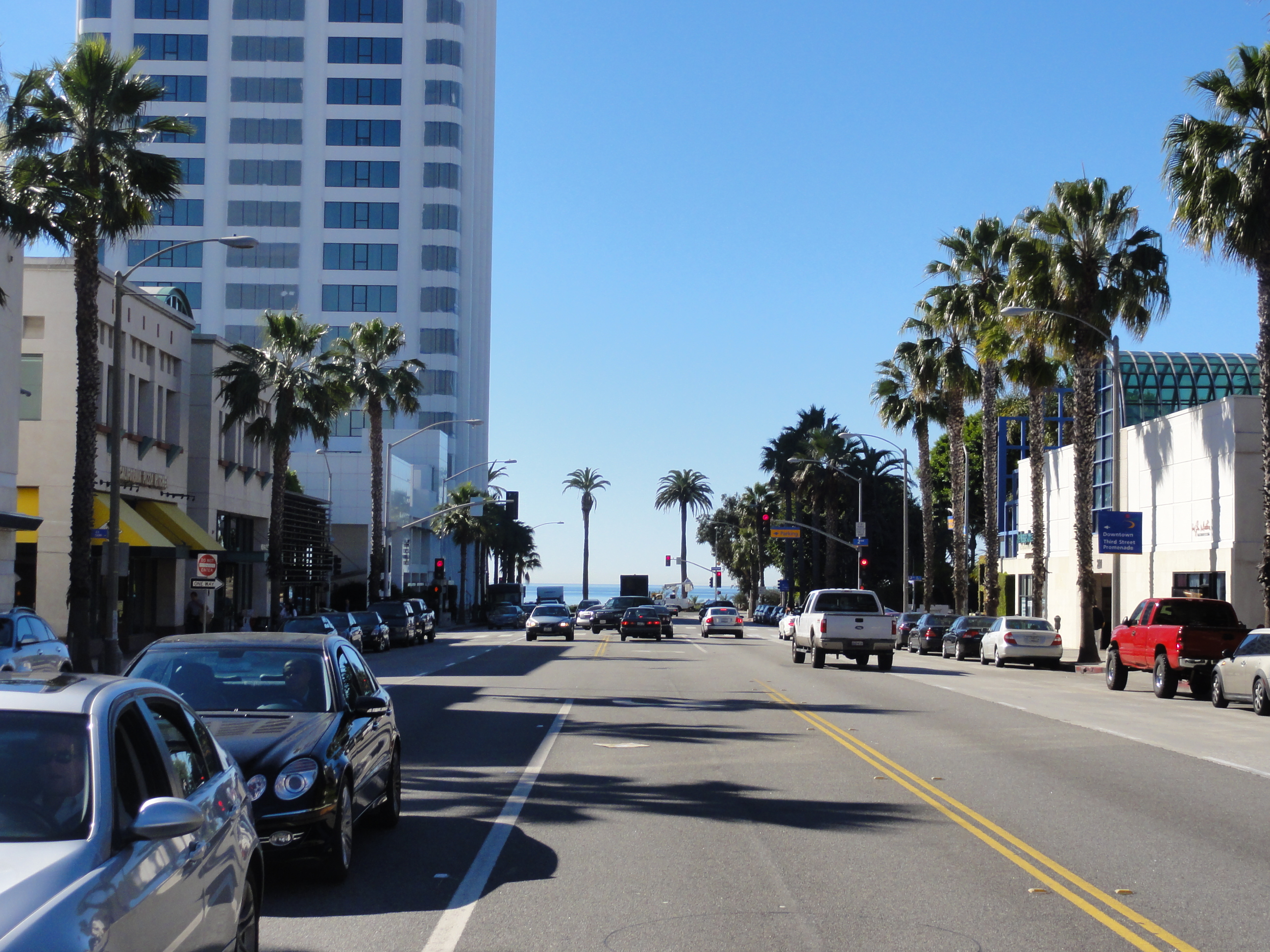
Wilshire Boulevard
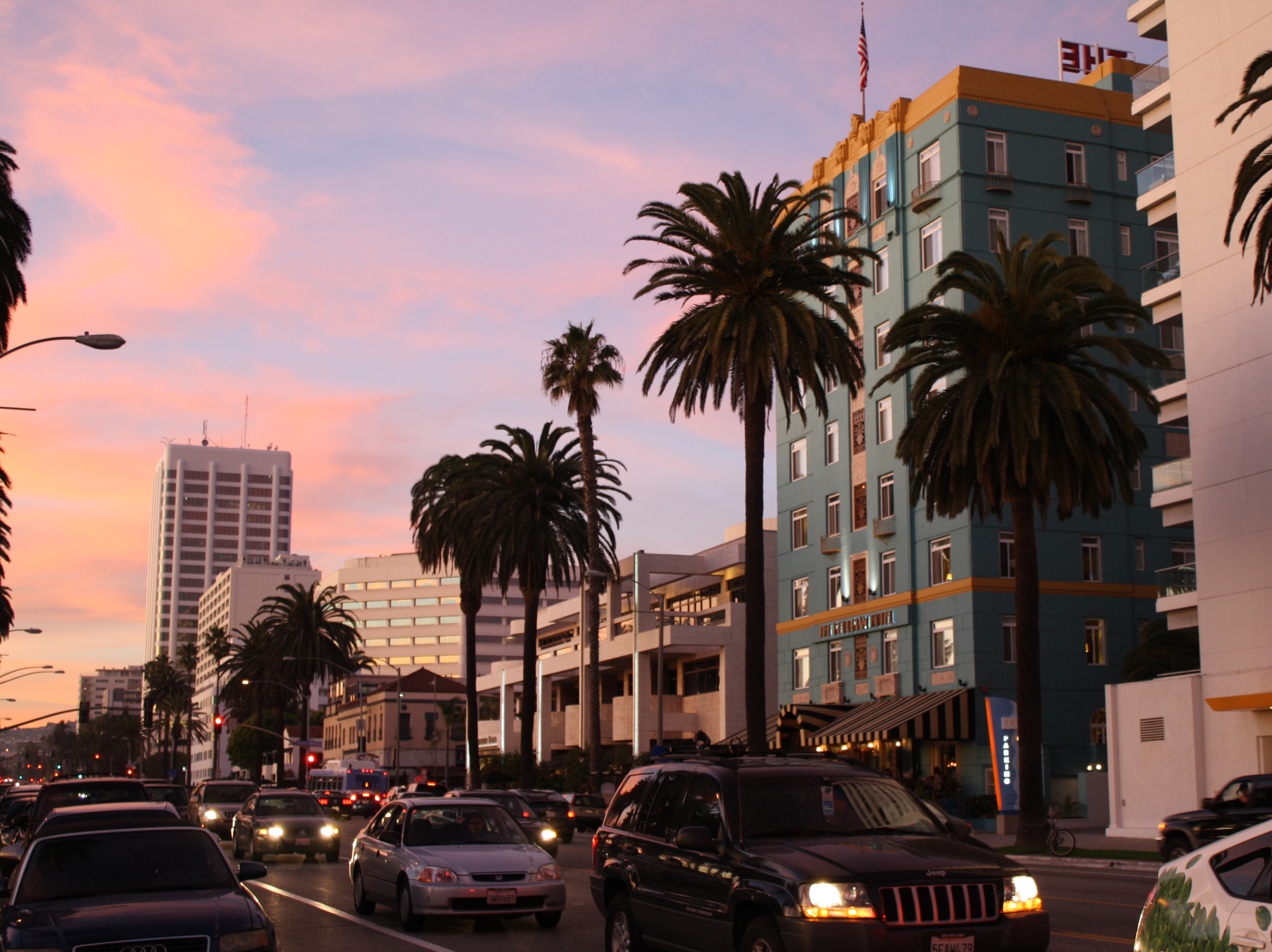
Ocean Avenue
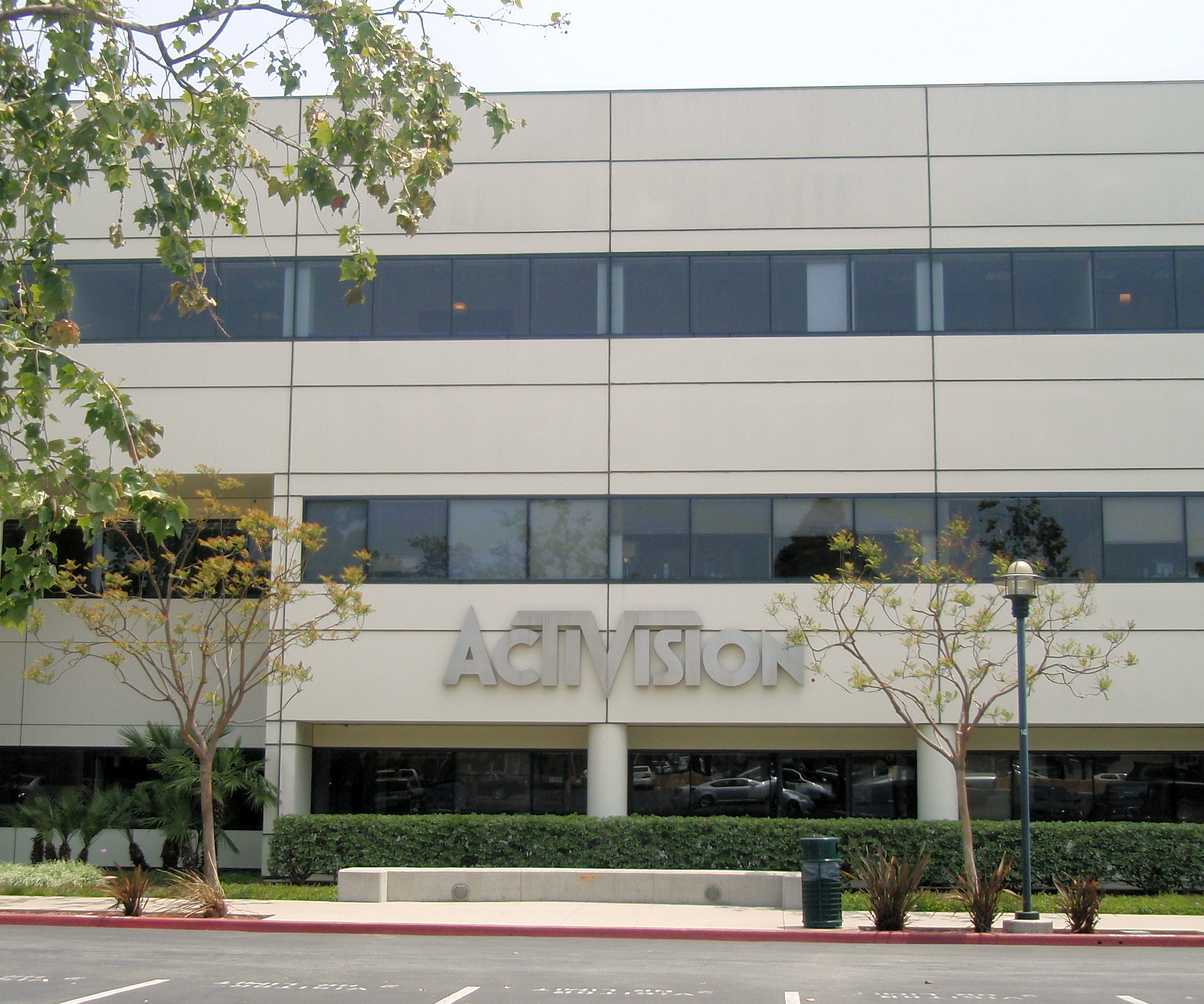
sídlo videoherní společnosti Activision
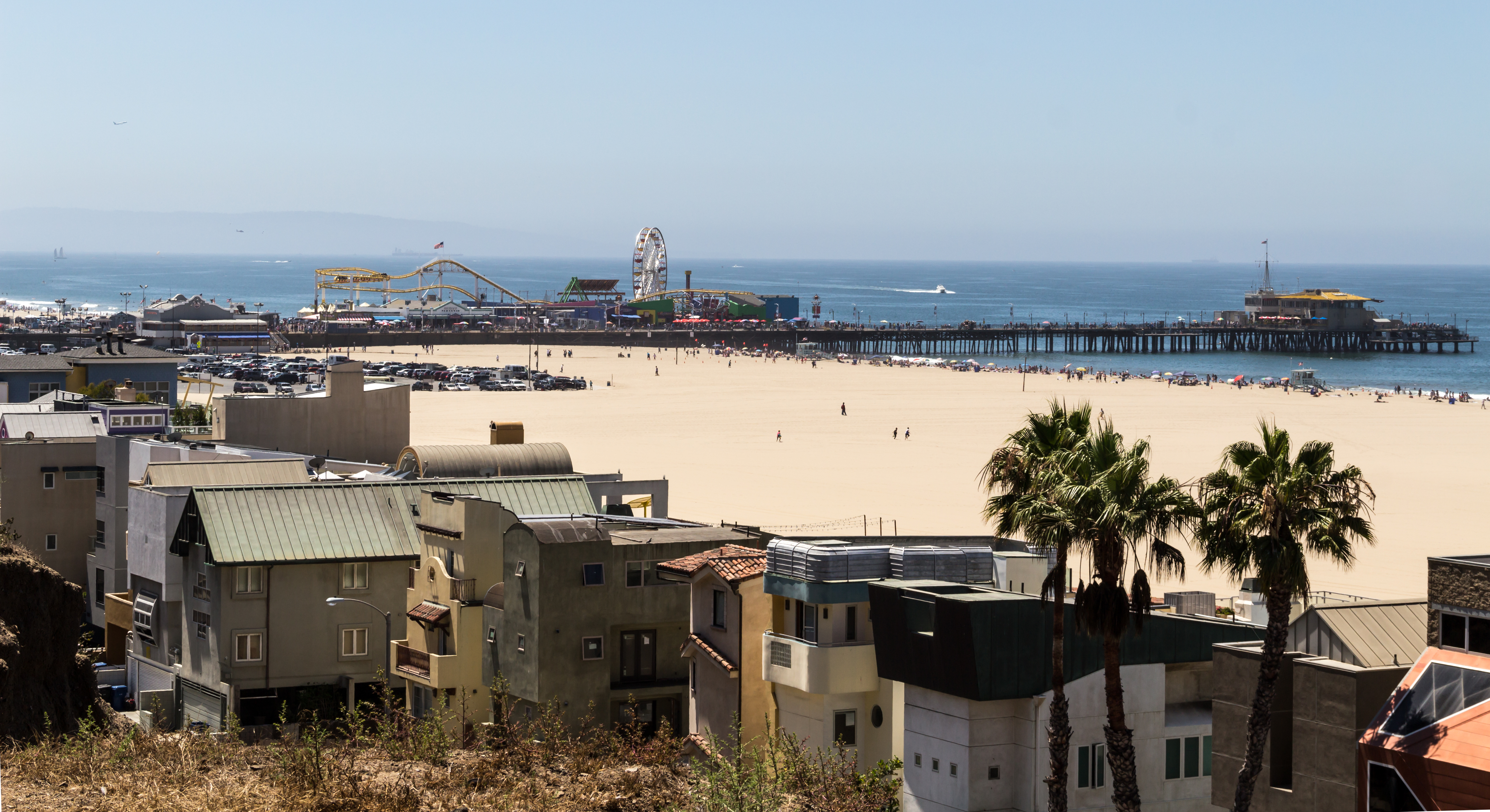
molo v Santa Monice při pohledu z Ocean Avenue
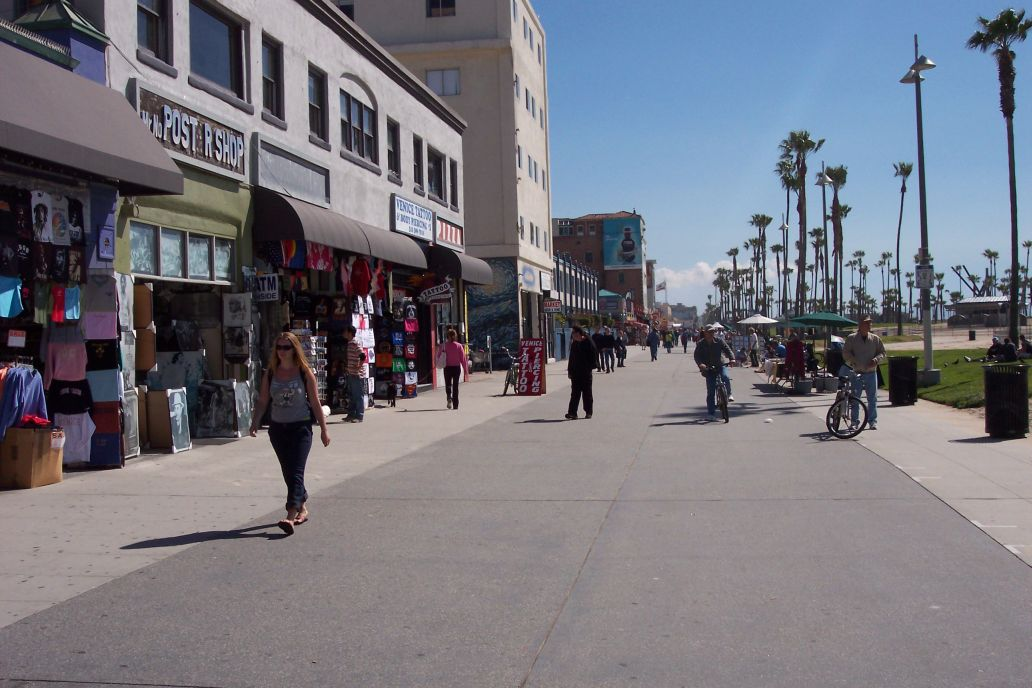
Santa Monica Beach
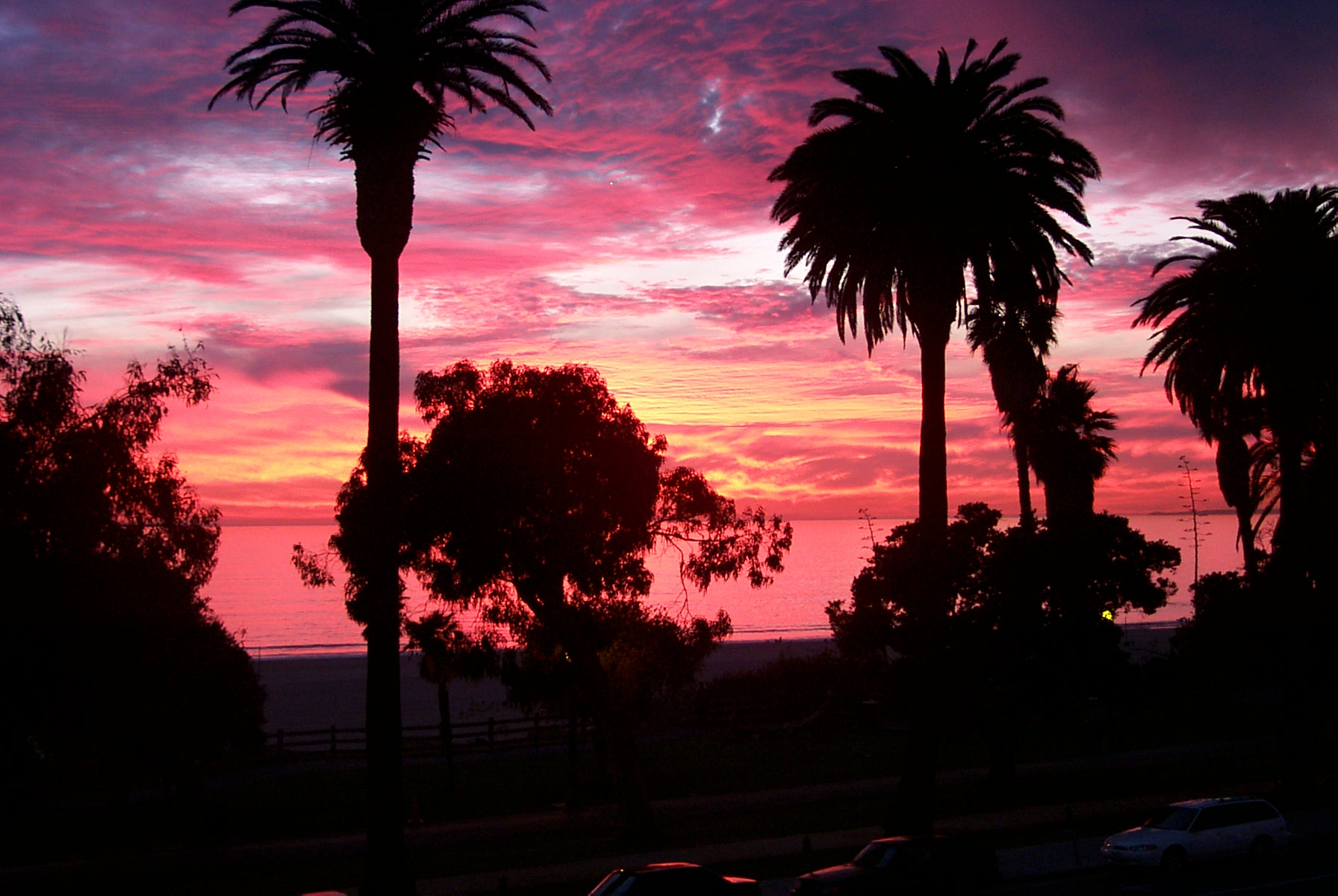
Soumrak nad palmami v Santa Monice

## Významní rodáci
- Randy Rhoads - rockový a metalový hudebník, člen hudební skupiny Ozzyho Osbourna
- Tony Alva - skateboardista
- Lorenzo Lamas - herec
- Shirley Temple - bývalá dětská herečka a diplomatka
- Suzanne Vega - folková zpěvačka
- Mariska Hargitay - herečka
- Robert Trujillo - baskytarista a člen skupiny Metallica
- Parry O' Brien - atlet
- Robert Redford - herec
- Joachim Cooder - hudebník
- Geraldine Chaplin - tanečnice a herečka
- Tobey Maguire - herec

Kromě toho zde zemřel i český herec Zdeněk Gina Hašler.